# Walter H. Price
Walter H. Price (fl. XIX secolo) è stato un calciatore inglese.

## Carriera
Fu uno dei quattro padri fondatori dell'Aston Villa, oltre che il primo capitano del club.